# Олга Димитријевић
Олга Димитријевић (1984) српски је драматург, драмска списатељица и позоришна критичарка.

## Биографија
Дипломирала је на катедри за драматургију на Факултету драмских уметности у Београду. Мастерирала је на одсеку родних студија Централноевропског универзитета у Будимпешти тезом Тело народне певачице на српској естради: конструкције националних идентитета после 2000. године.
Завршила је алтернативни курс женских студија у Центру за женске студије у Београду.
Писала је позоришне критике за магазине Време и Театрон.
Она је чланица редакције QТ магазина и Центра за квир студије, као и предавачица на филмским трибинама у Дому омладине.
Похађала је неколико радионица и семинара у Европи и региону.
Живи и ради у Београду и Ријеци.

## Награде
- Награда Хартефакт фонда, за драму Радници умиру певајући, 2011.
- Стеријина награда за текст савремене драме, за драму Радници умиру певајући, 2012.
- Награда „Борислав Михајловић Михиз”, 2015.
- Награда Стеријиног позорја за оригинални драмски текст, за драму Како је добро видети те опет, 2015.[5]
- Награда „Анђелка Милић”, за уметнички рад који промовише родну равноправност, 2019.[6]
- Стеријина награда за текст савремене драме, за драму Радио Шабац, 2021.

## Дела
- Мир, мир, мир - нико није квир, есеј, 2008.
- Интернат, драма
- Моја ти, драма[7]
- Народна драма, драма[7]
- Радници умиру певајући, драма[7]
- Ја често сањам револуцију, драма[7]
- Само да се поздравимо, драма[7]
- Драма о крају света, драма[7]
- Црвена љубав, драма[7]
- Слобода је најскупља капиталистичка реч (са Мајом Пелевић), драма[7]
- Лепа Брена проџект (са Владимиром Алексићем), драма[7]
- Лоунли пленет (са групом аутора), драма[7]